# Urdok Kangri
L'Urdok Kangri est un sommet du Baltoro Muztagh dans le Karakoram, culminant à 7 250 m. Il se situe à 1,4 km au sud-est du Gasherbrum I, à la frontière entre la Chine et le Pakistan.
L'Urdok Kangri présente trois sommets :
| Sommet           | Altitude (m) | Coordonnées                  | Proéminence |
| ---------------- | ------------ | ---------------------------- | ----------- |
| Urdok Kangri I   | 7 250        | 35° 42′ 16″ N, 76° 43′ 46″ E | 300         |
| Urdok Kangri II  | 7 137        | 35° 41′ 15″ N, 76° 34′ 02″ E | 321         |
| Urdok Kangri III | 6 950        | 35° 40′ 53″ N, 76° 45′ 35″ E | 150         |

Il a été gravi le 4 août 1975 par les Autrichiens  Hanns (de) et Lieselotte Schell (de), Robert Schauer (de), Herbert Zefferer et l'Allemand Karl Hub (de), peu avant que l'expédition ne réussisse la troisième ascension du Gasherbrum I.
Les deux autres sommets sont vierges.